# Trond Brænne
Trond Brænne (Oslo, 31 juli 1953 - aldaar, 16 maart 2013) was een Noors kinderboekenschrijver, liedschrijver en theater-, stem- en filmacteur. Hij speelde ook in reclamespotjes.

## Biografie
Brænne werd geboren op 31 juli 1953 te Oslo. Hij groeide op in de plaats Heggedal in de gemeente Asker. Brænne deed op de middelbare school samen met actrices Brit Elisabeth Haagensli en Ingolf Karinen mee aan het schooltoneel. In 1974 studeerde hij bij het Noors Theater en in 1977 begon hij daar te werken. Brænne bleef daar tot 1997 werken. In 1979 speelde hij zijn eerste filmrol. Dat was de rol van directeur in de film Kronprinsen. Brænnes eerste hoofdrol speelde hij in 1993 in de televisieserie Egentlig. In 1986 begon Brænne met het schrijven van kinderboeken. Zijn eerste boek was Adrian og broen en hij schreef tot zijn dood in 2013 nog tientallen andere kinderboeken, waarvan de meeste voor kinderen jonger dan 10 jaar. In 1994 won Brænne de Blå fugl, een prijs voor de beste radioacteur van de NRK. In 1998 kreeg hij met componist Sigurd Jansen de Kardemommestipendiet. Dat is een beurs van 50.000 Noorse kronen, die wordt toegekend aan een tekstschrijver en een componist. In 1999 sprak Brænne verschillende rollen in voor de Noorse versie van het videospel The Longest Journey. Ook kreeg hij dat jaar twee keer een hartinfarct. Om meer hartaanvallen te voorkomen kreeg Brænne een donorhart.
Vanaf 2001 speelde hij regelmatig toneelstukken in het Nationaal Theater in Oslo. Ook kreeg Brænne in dat jaar een bijrol in de televisieserie Olsenbandens jr.. Hij speelde ook in de films van deze serie. In 2002 won Brænne de Teskjekjerringpris samen met Maj Britt Andersen en Geir Holmsen voor zijn bijdrage aan de kunst, de muziek en kinderboeken. Tussen 2005 en 2009 speelde hij het personage Astle Tengs in verschillende miniseries, gebaseerd op de boeken van Cato Isaken. In 2009 vertolkte Brænne de rol van Harald Brede in het hoorspel Knut Gribb er død. Ook werd dat jaar zijn album Bamsen er borte genomineerd voor een Spellemannsprisen in de categorie kindermuziek. De prijs ging echter naar zangeres Malin Reitan. In 2010 werd Brænne genomineerd voor de Brageprisen in de categorie non-fictie. Uiteindelijk won Stian Hole in die categorie de prijs.
Brænne speelde ook in 2012 een bijrol in de in 130 landen verschenen televisieserie Lilyhammer. Hij speelde daar in de eerste aflevering, Reality check, een boswachter.
Op 16 maart 2013 stierf Brænne aan een beroerte als gevolg van het barsten van zijn aorta. De dag voor zijn overlijden werd Brænne van zijn werk naar het ziekenhuis gebracht. Hij werd op 2 april 2013 in het nabij Oslo gelegen Haslum begraven.

## Privéleven
Brænne woonde samen met kunstenaar Iben Samdemosa, met wie hij ook enkele boeken schreef. Ook woonde hij een lange tijd samen met een aantal leden van de familie Stabekk. Brænne heeft twee kinderen, namelijk Kaia en Bendik.

## Theatrografie

### Bij het Nationaal Theater
- Koning in De drie musketiers
- Aegeus in Medeia
- Kulygin in Drie zusters
- Jepikov in De kersentuin
- Bartholo in Le nozze di Figaro
- Vilhelm Foldal in John Gabriel Borkman
- keizer in Nachtegaal
- Snekker Eingstand in Geesten
- Brede in Hoe het groeide
- Harepus in Dyrene i Hakkebakkeskogen
- Gaffone en monnik in Galileo
- Helmut in Uskyld[4]